# Karl Niklaus Lang
Pour les articles homonymes, voir Lang.
Karl Niklaus (ou Carl Nicolaus) Lang ou Langius est un médecin et naturaliste suisse né et mort à Lucerne (18 février 1670 – 2 mai 1741 ).

## Biographie
Il étudie la philosophie et la théologie à Fribourg-en-Brisgau. Il part en Italie pour étudier la médecine à Bologne et à Rome où il reçoit son titre de docteur en médecine en 1692. Il devient, un temps, le médecin de Marie-Anne d'Autriche (1683-1754) avant de revenir exercer à Lucerne à partir de 1709. Il y exerce diverses fonctions mais s’intéresse surtout à l’histoire naturelle. Il fait paraître l’un des premiers ouvrages suisses sur la minéralogie et la paléontologie en 1708. Son livre, Methodus nova et facilis Testacea Marina pleraque in suas debitas et distinctas Classes, genera et species distribuendi, qu’il publie en 1722, est le premier livre de zoologie employant le binôme associant un genre et une espèce. Il suit en cela les idées que Joseph Pitton de Tournefort avait émises en 1700 dans ses Institutiones rei herbariae. Ce système sera repris au XVIIIe siècle par Carl von Linné.